# Омутское (Алтайский край)
Ому́тское — село в Шелаболихинском районе Алтайского края, Россия. Входит в состав Кипринского сельсовета.

## География
Омутское находится в юго-западной части Шелаболихинского района возле старого русла реки Омутская, от которой осталась старица. На юго-западе старицы расположено озеро Кишкино. Название происходит от ойконима, передающего физико-географические характеристики местоположения села.
Уличная сеть
В селе 6 улиц и 3 переулка.
Расстояние до
- районного центра Шелаболиха 27 км.
- краевого центра Барнаул 103 км.

Ближайшие населённые пункты
Новосёловка 2 км, Селезнево 3 км, Луговое 6 км, Ильинка 7 км, Сакмарино 8 км Киприно 11 км, Ивановка 12 км, Верх-Кучук 14 км
Климат
Территория поселения Омутское находится на равнине. Средняя температура зимой от −20 до −40°С. Летом +18, +35°С. Среднее количество осадков 400—600 мм в год.

## История
Село основано в 1765 году. В деревне Омутская было учтено 215 жителей, в том числе 103 мужского и 112 женского пола. Первые жители пришли на это место в 1765 году. К 1911 году деревня выросла в несколько раз и насчитывала 2035 жителей. В селе работали артельный маслодельный завод, 2 частных отделения маслодельных заводов, был хлебозапасный магазин и 3 мелочных лавки.
По другим сведениям основано в 1891 году. В 1928 году деревня Омутская состояла из 301 хозяйств, основное население — русские. Центр Омутского сельсовета Кипринского района Каменского округа Сибирского края.

## Население
| 1997 | 1998 | 1999 | 2000 | 2001 | 2002 | 2003 |
| ---- | ---- | ---- | ---- | ---- | ---- | ---- |
| 600  | ↘593 | ↗612 | ↘596 | ↘574 | ↗621 | ↘565 |
| 2004 | 2005 | 2006 | 2007 | 2008 | 2009 | 2010 |
| ↗567 | ↘551 | ↘550 | ↗555 | ↘541 | ↘433 | ↗459 |
| 2011 | 2012 | 2013 |      |      |      |      |
| ↘455 | ↘431 | ↘413 |      |      |      |      |

## Инфраструктура
Становление и развитие хозяйствования в районе села соответствует климатическим условиям: в его структуре преобладающее место занимает сельское хозяйство. Работает сельскохозяйственное предприятие АО «Кипринское», несколько индивидуальных предпринимателей; жилищно-коммунальные услуги предоставляют ООО «ЭКО», «Алтайэнерго», Омутская АТС.
Торговлю продуктами питания и розничными товарами осуществляет Шелаболихинское районное потребительское общество, оно же ведет заготовительно-перерабатывающую деятельность.
Есть МКОУ «Омутская средняя общеобразовательная школа» и детский сад на 120 мест. Услуги здравоохранения оказывает КГБУЗ «Шелаболихинская ЦРБ», в селе есть ФАП, работают участок ФГУП «Почта России». «Культурно-досуговый центр» Омутского сельсовета организует и проводит различные мероприятия.

## Транспорт
В селе имеется региональные автодороги Шелаболиха-Омутское, Батурово — Киприно — Юдиха, автодорога Р380 (Новосибирск — Камень-на-Оби). Ближайшая железнодорожная станция находится в Ребрихе.